# حمد العیسی (بازیکن فوتبال)
حمد العیسی (عربی: حمد العيسى؛ زادهٔ ۴ مهٔ ۱۹۸۲) یک ورزشکار اهل عربستان سعودی است.
از باشگاه‌هایی که در آن بازی کرده‌است می‌توان به باشگاه فوتبال الحزم عربستان سعودی، باشگاه فوتبال الشباب عربستان سعودی، باشگاه فوتبال الاتحاد، و باشگاه فوتبال الاتفاق عربستان سعودی اشاره کرد.